# Troféu Chico Piscina
Troféu Chico Piscina é uma competição de natação que acontece anualmente na cidade de Mococa - SP desde 1969.
O campeonato reúne atletas das categorias infantil e juvenil que representam as seleções de seus respectivos estados ou de seus países (no caso do atleta não competir por nenhum clube do Brasil). É considerada uma das mais importantes competições para essas categorias.

## Provas
A competição não apresenta todas as provas, somente 100 metros livre, 100 metros costas, 100 metros peito, 100 metros borboleta, 200 metros medley, 200 metros livre, 400 metros livre, 50 metros livre e os revezamentos 4x100 metros livre e 4x100 metros medley.

## Competição
Há apenas a separação por categorias, ou seja, atletas da categoria infantil 1 competem juntamente com os da categoria infantil 2. O mesmo acontece com a categoria juvenil. Quando um atleta estrangeiro fica entre os três primeiros, junto com ele, sobem ao pódium os três primeiros colocados do Brasil, ou seja, em uma prova pode haver até 6 atletas no pódium.
As eliminatórias da competição acontecem durante a tarde e as finais durante a manhã, geralmente transmitidas pelo canal SporTV. Grandes nomes da natação brasileira como César Cielo, Joanna Maranhão, Mariana Brochado, Lucas Salatta e outros participaram da competição.